# Logania (bướm)
Logania là một chi bướm ngày thuộc họ Lycaenidae.

## Các loài
- Logania distanti Semper, 1889
- Logania dumoga Cassidy, 1995
- Logania hampsoni Frühstorfer, 1914
- Logania malayica Distant, 1884
- Logania marmorata Moore, 1884
- Logania nehalemia Frühstorfer, 1914
- Logania obscura (Röber, 1886)
- Logania paluana Eliot, 1986
- Logania regina Druce, 1873)
- Logania waltraudae Eliot, 1986
- Logania watsoniana de Nicéville, 1898

## Hình ảnh

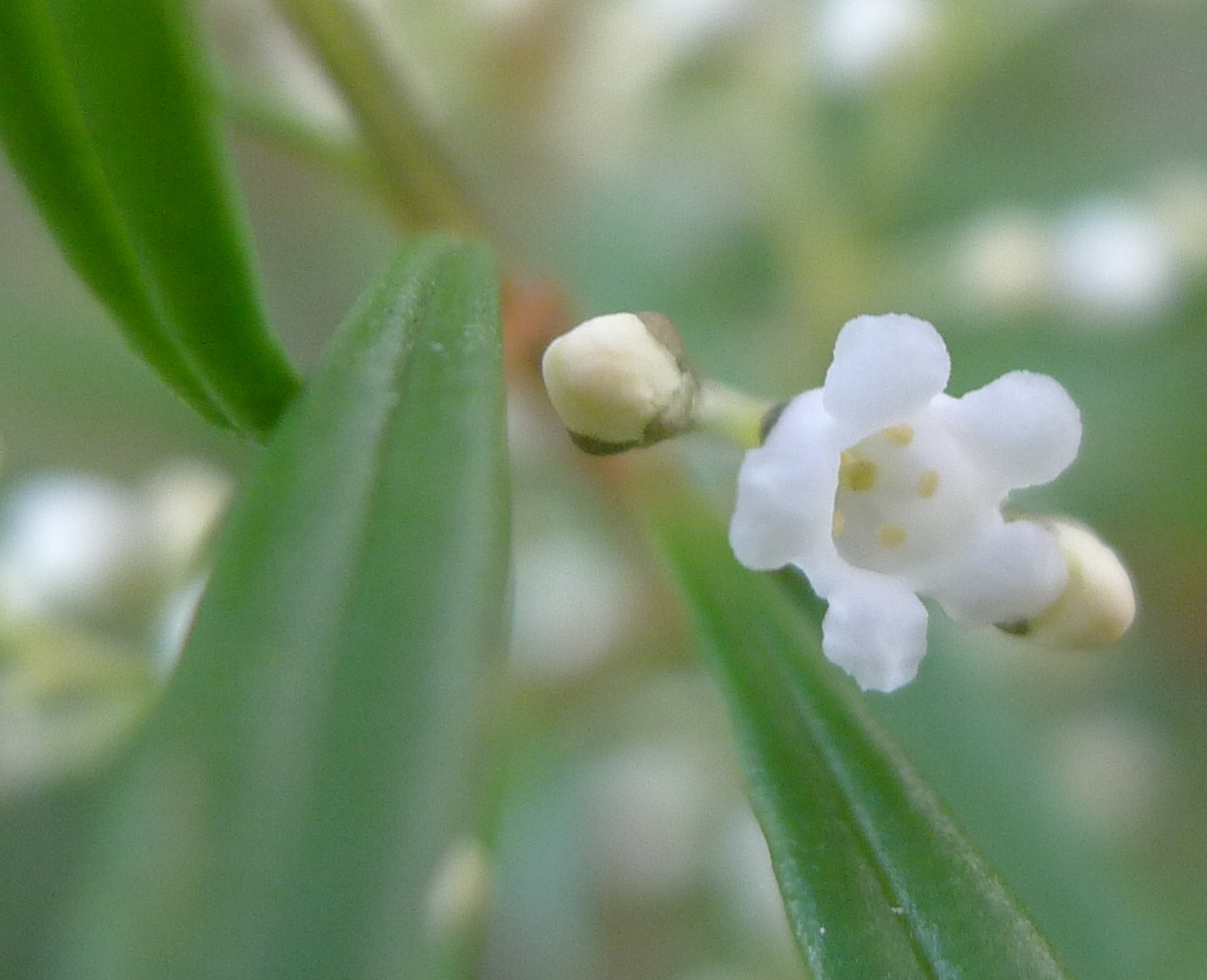
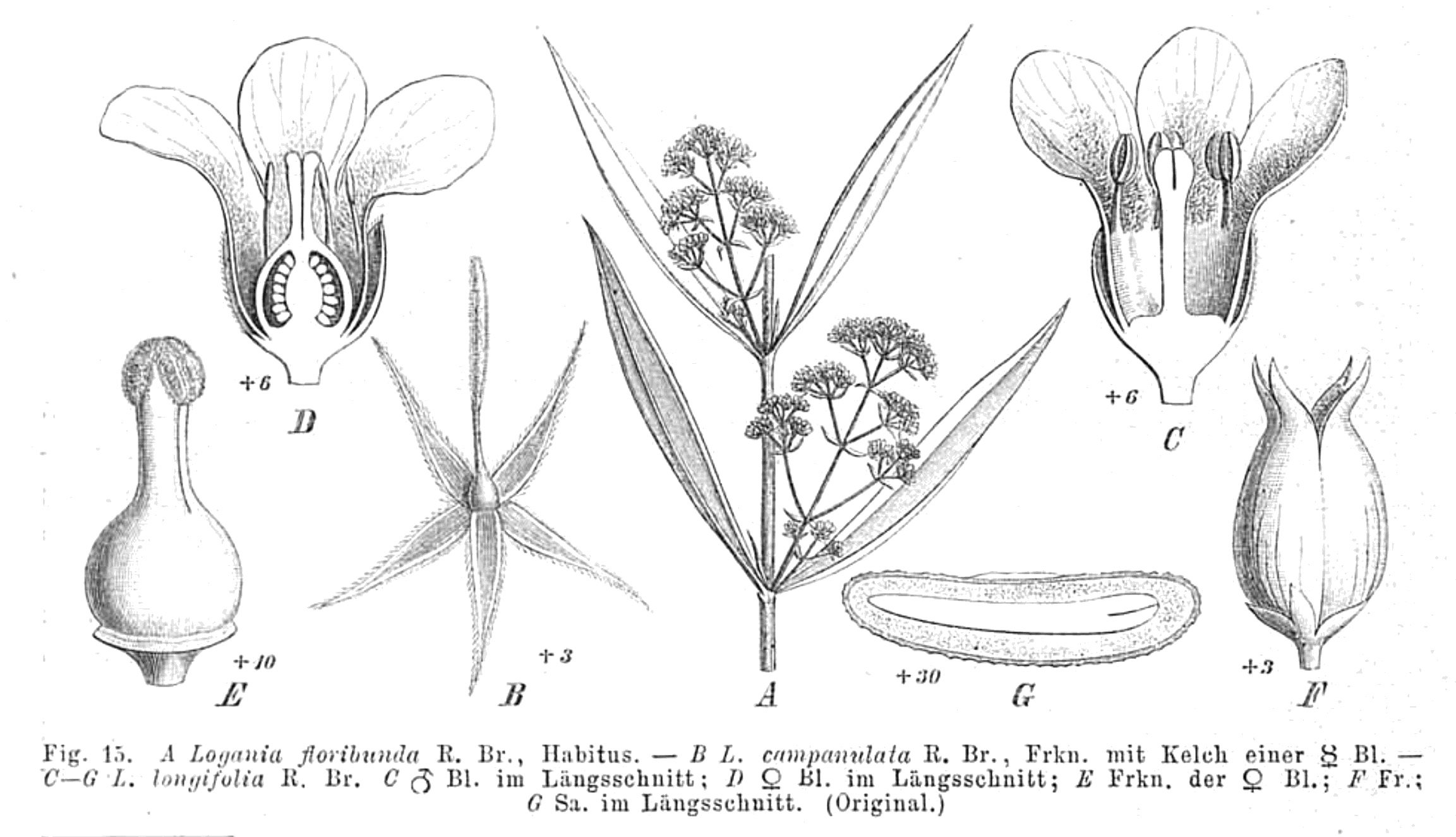